# Kábús bin Saíd
Kábús bin Saíd bin Tajmúr Ál Saíd, arabsky: (قابوس بن سعيد آل سعيد)‎ (18. listopadu 1940 Salála – 10. ledna 2020 Maskat) byl od roku 1970 až do své smrti sultánem a zároveň předsedou vlády Ománu. Narodil se jako jediný syn sultána Saída bin Tajmúra. Nástupcem se stal 11. ledna jeho bratranec, dosavadní ministr kultury Hajtham bin Tárik.

Před svou smrtí v lednu 2020 byl sultán Kábús nejdéle sloužící hlavou státu na Blízkém východě.

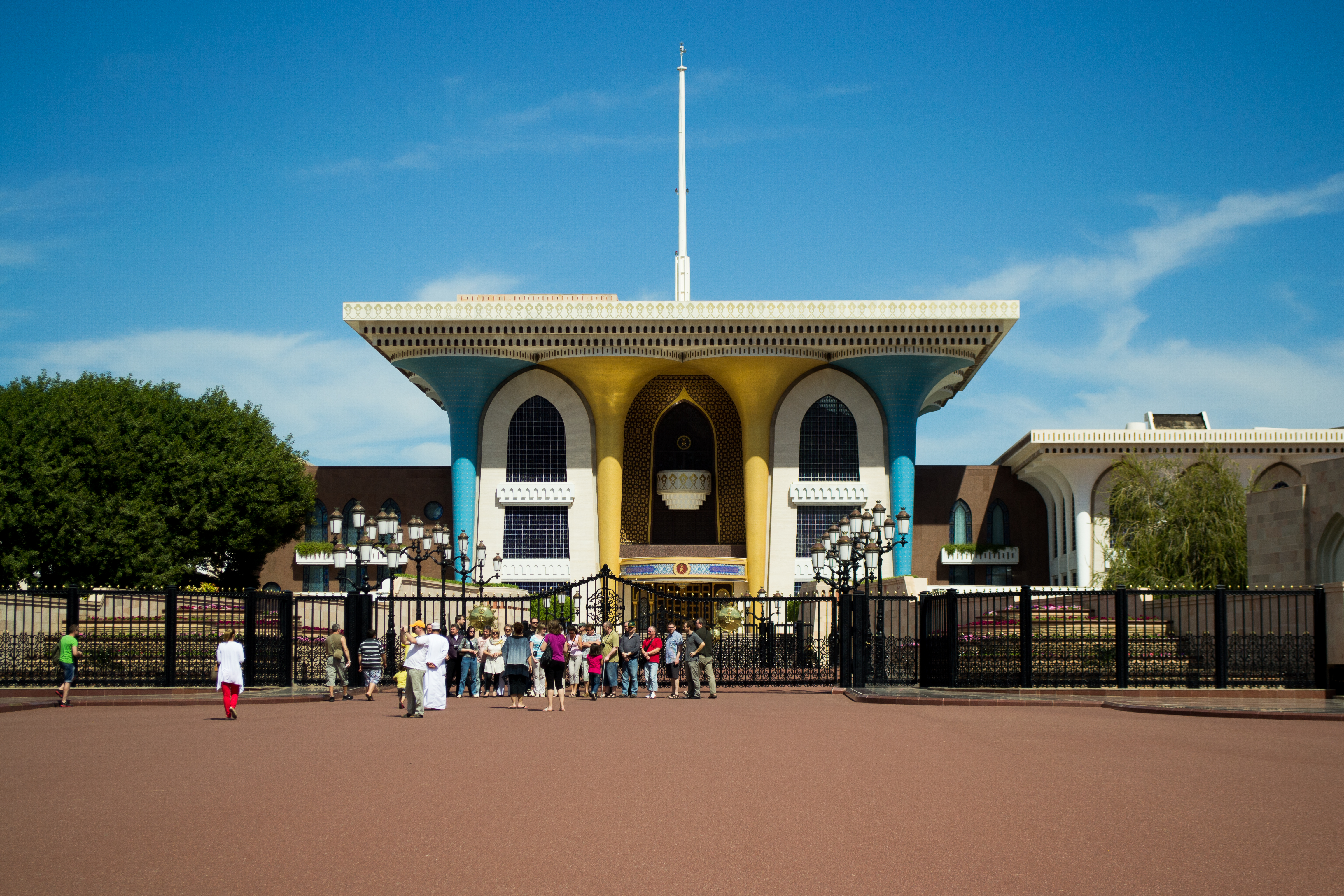
Ceremoniální palác sultána Kábúse al-Alam v Maskatu

## Životopis
Základní a středoškolské vzdělání získal v rodném přístavním městě Salála a v indické Puné. V roce 1958 začal studovat na Královské vojenské akademii v Sandhurstu nedaleko Londýna a po jejím absolvování sloužil v letech 1960–1964 v britské armádě. Část výcviku strávil s britskou jednotkou v Německu. V roce 1964 se vrátil zpět do rodného Ománu.
Během 23. července roku 1970 svrhl s pomocí ománské armády a britské tajné služby svého otce Saída bin Tajmúra, který se zdráhal zemi modernizovat. Stanul v čele země, jejíž název změnil z původního Maskat a Omán na současný Sultanát Omán.
Následující desetiletí se zasadil o rychlou modernizaci země, k čemuž mu dopomohly příjmy z těžby ropy na ománském území. Přitom dbal na zachování místních tradic. Omán vstoupil do OSN a do dalších mezinárodních organizací. Roku 1981 byl Kábús spoluzakladatelem Rady pro spolupráci arabských států v Zálivu.
V roce 2011 čelil sultán Kábús protestům v rámci Arabského jara, které však zasáhly Omán v mnohem menší míře než některé jiné arabské státy a Egypt. Situace se sice zklidnila, ale vyžádala si navýšení veřejných výdajů, což poněkud prohloubilo hospodářskou krizi země, která je závislá na příjmech z těžby ropy a zemního plynu.
Následující roky se sultán Kábús na veřejnosti ukazoval zřídka. Několikrát navštívil Německo za účelem zdravotní prohlídky a dal tak prostor spekulacím ohledně svého zdravotního stavu. Podle zpráv vlastnil sídlo v blízkosti města Garmisch-Partenkirchen v jižním Bavorsku.
Později se objevily informace, že sultán onemocněl rakovinou tlustého střeva. V prosinci 2019 sdělil sultánův palác, že sultánovo onemocnění je v terminálním stadiu, ale že jeho stav je stabilní. 10. ledna 2020 sultán ve věku 79 let svému onemocnění podlehl. Po smrti panovníka vyhlásily ománské úřady třídenní oficiální smutek. Na ománský trůn dosedl již 11. ledna podle Kábúsovy poslední vůle jeho bratranec Hajtham bin Tárik.

## Funkce
Kábús bin Saíd byl absolutním monarchou a zároveň zastával funkce předsedy vlády, ministra obrany, financí a zahraničí, předsedy centrální banky a vrchního velitele ozbrojených sil. Madžlis aš-šúrá, Poradní shromáždění Sultanátu Omán nemá zákonodárnou moc, je pouze poradním orgánem.
Den narozenin sultána Kábúse byl za jeho života slaven jako státní svátek.

## Nástupnictví a osobní život
Kábús neměl potomky a veřejně neurčil svého následníka. V roce 1976 se oženil se svou sestřenicí, manželství však bylo bezdětné a bylo později rozvedeno. Podle Briana Whitakera některé zdroje spekulovaly o sultánově údajné homosexualitě, která by mohla být vysvětlením, proč se opět neoženil a neměl žádné děti.
Jméno následníka bylo napsáno v dopise, který byl během sultánova života ukrytý a měl být otevřen až poté co se vládnoucí rodina neshodne na sultánovu nástupci.

## Podpora islámu a kultury
Sultán Kábús podporoval islámské náboženské vyznání, přičemž sám náležel k ibaditskému směru islámu, stejně jako jeho předkové. Poskytl peněžní prostředky na stavbu několika reprezentativních a moderních mešit, především po něm nazvaných velkých mešit v hlavní městě Maskatu a v jeho rodném městě Salála.
Kábús našel zalíbení v západní klasické hudbě. Byl milovníkem díla Ludwiga van Beethovena. Z jeho iniciativy vzniklo v roce 1985 hudební těleso Oman Symphony Orchestra, které v současnosti čítá 120 výlučně ománských hudebníků a patří k nejlepším na Blízkém východě.
V Maskatu nechal Kábús postavit architektonicky zdařilý a moderní operní dům, Royal Opera House Muscat, který disponuje mj. největšími mobilními varhanami světa (jeho oblíbený nástroj). Na maskatské operní scéně hostují přední evropské operní soubory a známí pěvci jako je Jonas Kaufmann.
Do své země pozval sultán Kábús v roce 2015 i český orchestr PKF – Prague Philharmonia.